# 欧普照明
欧普照明（上交所：603515）是一家总部位于中华人民共和国上海市的LED燈管和照明燈生產企业，其在江蘇苏州市吴江區設有生产中心。 
欧普照明的前身是王耀海、馬秀慧夫婦於1996年8月在广东省中山市创立的一個小作坊。該製造廠很快涉及一体式荧光灯製造領域。 1999-2000 年，欧普照明在中国开设了第一家欧普照明品牌专卖店。 2001年，欧普照明開始向中东、欧洲、印度和东南亚等地扩张，並在6個国家开设了办事处。2008年，公司總部搬遷至上海浦東張江高科技園區。 2010年至2012年，欧普照明被曝光五次產品抽檢不合格，四次登上質量黑榜。2016年，欧普照明在上海证券交易所上市。 